# Kolonia Neuland
Neuland – kolonia mennonicka w departamencie Boquerón, na terenach Gran Chaco w zachodnim Paragwaju.
Kolonia została założona w 1947 roku przez mennonitów, którzy w czasie II wojny światowej wyjechali z Rosji na tereny dzisiejszej Polski i Niemiec, a następnie udali się do Paragwaju. Neuland powstała jako trzecia z mennonickich kolonii w zachodnim Paragwaju. Kolonia składała się z 27 wsi zamieszkałych przez 2474 osoby i obejmowała 75 tysięcy ha gruntów. W późniejszych latach liczba mieszkańców zaczęła spadać ze względu na emigrację wielu mennonitów do Kanady i Niemiec. W 1987 roku wynosiła 1325 osób w 21 wsiach. Do roku 2015 liczba ta wzrosła do 2250 osób.
Asociación Colonia Neuland, która powstała pierwotnie, podobnie jak w innych koloniach, jako stowarzyszenie zapewniające usługi edukacyjnych, zdrowotne i administrację w kolonii, jest obecnie organizacją non-profit, która prowadzi między innymi szpital w Neu-Halbstadt, które stanowi główną miejscowość kolonii. Szpital posiada 30 łóżek. Stowarzyszenie prowadzi również szkoły – szkoła średnia zaczęła działalność w roku 1952.
Początkowo mieszkańcy kolonii prowadzili działalność w ramach spółdzielni Fernheim. W 1949 roku spółdzielnia Neuland stała się samodzielną organizacją. Nastawiona jest głównie na produkcję wołowiny oraz mleka. Wzrasta również znaczenie uprawy sezamu.